# Бужан сир Либрон
Бужан сир Либрон (фр. Boujan-sur-Libron) је насеље и општина у јужној Француској у региону Лангдок-Русијон, у департману Еро која припада префектури Безје.
По подацима из 2011. године у општини је живело 3136 становника, а густина насељености је износила 446,72 становника/km². Општина се простире на површини од 7,02 km². Налази се на средњој надморској висини од 72 метара (максималној 106 m, а минималној 34 m).

## Демографија
| 1962. | 1968. | 1975. | 1982. | 1990. | 1999. | 2011. |
| ----- | ----- | ----- | ----- | ----- | ----- | ----- |
| 1.121 | 1.121 | 1.335 | 1.843 | 2.235 | 2.627 | 3.136 |

График промене броја становника у току последњих година